# Championnat de Namibie de football 2004-2005
Navigation
Édition précédente Édition suivante
La saison 2004-2005 du Championnat de Namibie de football est la treizième édition de la Premier League, le championnat de première division national namibien. Les équipes engagées sont regroupées au sein d'une poule unique où elles affrontent deux fois leurs adversaires, à domicile et à l'extérieur. En fin de saison, pour permettre le passage à un championnat à 12 clubs, les six derniers doivent disputer un barrage de promotion-relégation avec quatre clubs de D2 pour déterminer les deux dernières équipes engagées la saison prochaine.
C'est le Civics FC qui remporte la compétition cette saison après avoir terminé en tête du classement, avec deux points d'avance sur le tenant du titre, Blue Waters FC et dix sur Ramblers FC. C'est le tout premier titre de champion de Namibie de l'histoire du club.

## Participants
- Ramblers FC
- Golden Bees FC
- Life Fighters FC
- Deportivo Alaves Rehoboth FC - Promu de D2
- King Kauluma Palace FC - Promu de D2
- Eleven Arrows FC
- African Stars FC
- Friends FC
- Civics FC
- Blue Waters FC
- Oshakati City FC
- Tigers FC
- Black Africa FC
- Orlando Pirates Windhoek
- Chief Santos FC
- Benfica Tsumeb

## Compétition

### Classement
Le classement est établi sur le barème de points classique : victoire à 3 points, match nul à 1, défaite à 0.
| Rang | Équipe                        | Pts | J  | G  | N  | P  | Bp | Bc  | Diff |
| ---- | ----------------------------- | --- | -- | -- | -- | -- | -- | --- | ---- |
| 1    | Civics FC                     | 71  | 30 | 21 | 8  | 1  | 71 | 28  | +43  |
| 2    | Blue Waters FCT               | 69  | 30 | 21 | 6  | 3  | 80 | 28  | +52  |
| 3    | Ramblers FCC                  | 61  | 30 | 19 | 4  | 7  | 64 | 39  | +25  |
| 4    | Tigers FC                     | 58  | 30 | 17 | 7  | 6  | 57 | 30  | +27  |
| 5    | Orlando Pirates Windhoek      | 50  | 30 | 14 | 8  | 8  | 58 | 36  | +22  |
| 6    | Black Africa FC               | 43  | 30 | 11 | 10 | 9  | 48 | 41  | +7   |
| 7    | African Stars FC              | 42  | 30 | 11 | 9  | 10 | 33 | 33  | 0    |
| 8    | Eleven Arrows FC              | 41  | 30 | 12 | 5  | 13 | 54 | 45  | +9   |
| 9    | Oshakati City FC              | 37  | 30 | 10 | 7  | 13 | 45 | 49  | -4   |
| 10   | Chief Santos FC               | 34  | 30 | 8  | 10 | 12 | 44 | 44  | 0    |
| 11   | Golden Bees FC                | 30  | 30 | 8  | 6  | 16 | 36 | 53  | -17  |
| 12   | Benfica Tsumeb                | 28  | 30 | 6  | 10 | 14 | 37 | 51  | -14  |
| 13   | King Kauluma Palace FCP       | 28  | 30 | 7  | 7  | 16 | 34 | 56  | -22  |
| 14   | Friends FC                    | 28  | 30 | 8  | 4  | 18 | 42 | 75  | -33  |
| 15   | Life Fighters FC              | 26  | 30 | 7  | 5  | 18 | 35 | 55  | -20  |
| 16   | Deportivo Alaves Rehoboth FCP | 18  | 30 | 4  | 6  | 20 | 32 | 107 | -75  |

|  | Qualification pour la Ligue des champions de la CAF 2006                                |
|  | Participation au barrage de promotion-relégation                                        |
|  | Participation au pré-barrage de relégation                                              |
|  | T : Tenant du titre C : Vainqueur de la Coupe de Namibie P : Promu de deuxième division |

### Matchs

#### Barrage de relégation
Les cinq derniers du classement s'affrontent afin de déterminer le deuxième club de l'élite qui doit jouer le barrage de promotion-relégation. Life Fighters FC déclare forfait avant les rencontres.
| Rang | Équipe                       | Pts     | J       | G       | N       | P       | Bp      | Bc      | Diff    |  | Résultats (▼ dom., ► ext.)   | Fri | KKP | Ben | Dep  |
| ---- | ---------------------------- | ------- | ------- | ------- | ------- | ------- | ------- | ------- | ------- |  | ---------------------------- | --- | --- | --- | ---- |
| 1    | Friends FC                   | 9       | 3       | 3       | 0       | 0       | 13      | 6       | +7      |  | Friends FC                   |     | 3-2 | 6-2 | 4-2  |
| 2    | King Kauluma Palace FC       | 3       | 3       | 1       | 0       | 2       | 13      | 6       | +7      |  | King Kauluma Palace FC       |     |     | 1-2 | 10-1 |
| 3    | Benfica Tsumeb               | 3       | 2       | 1       | 0       | 1       | 4       | 7       | -3      |  | Benfica Tsumeb               |     |     |     | -    |
| 4    | Deportivo Alaves Rehoboth FC | 0       | 2       | 0       | 0       | 2       | 3       | 14      | -11     |  | Deportivo Alaves Rehoboth FC |     |     |     |      |
| 5    | Life Fighters FC             | Forfait | Forfait | Forfait | Forfait | Forfait | Forfait | Forfait | Forfait |  |                              |     |     |     |      |

- Friends FC se qualifie pour le barrage de promotion-relégation.

#### Barrage de promotion-relégation
Friends FC et Golden Bees FC, 12e de Super League, affrontent quatre clubs de D2 en barrage. Les six équipes sont réparties en deux poules de trois formations, dont seul le premier accède ou se maintient en première division.
| Rang | Équipe              | Pts | J | G | N | P | Bp | Bc | Diff |  | Résultats (▼ dom., ► ext.) | Win | USt | GBe |
| ---- | ------------------- | --- | - | - | - | - | -- | -- | ---- |  | -------------------------- | --- | --- | --- |
| 1    | SK Windhoek         | 4   | 2 | 1 | 1 | 0 | 4  | 1  | +3   |  | SK Windhoek                |     | 3-0 | 1-1 |
| 2    | United Stars FC     | 3   | 2 | 1 | 0 | 1 | 2  | 3  | -1   |  | United Stars FC            |     |     | 2-0 |
| 3    | Golden Bees FC (D1) | 1   | 2 | 0 | 1 | 1 | 1  | 3  | -2   |  | Golden Bees FC (D1)        |     |     |     |

| Rang | Équipe                  | Pts | J | G | N | P | Bp | Bc | Diff |  | Résultats (▼ dom., ► ext.) | T&G | Fri | BMC |
| ---- | ----------------------- | --- | - | - | - | - | -- | -- | ---- |  | -------------------------- | --- | --- | --- |
| 1    | Touch & Go FC           | 6   | 2 | 2 | 0 | 0 | 10 | 7  | +3   |  | Touch & Go FC              |     | 4-3 | 6-4 |
| 2    | Friends FC (D1)         | 3   | 2 | 1 | 0 | 1 | 12 | 6  | +6   |  | Friends FC (D1)            |     |     | 9-2 |
| 3    | Black Morocco Chiefs FC | 0   | 2 | 0 | 0 | 2 | 6  | 15 | -9   |  | Black Morocco Chiefs FC    |     |     |     |

- Touch & Go FC et le SK Windhoek sont promus en première division.

## Bilan de la saison
| Championnat de Namibie de football 2004-2005                        |                              |
| Champion                                                            | Civics FC (1er titre)        |
| Coupes et trophées                                                  |                              |
| Vainqueur de la Coupe de Namibie 2004-2005                          | Ramblers FC                  |
| Qualifications continentales                                        |                              |
| Ligue des champions de la CAF 2006                                  | Civics FC                    |
| Coupe de la confédération 2006                                      | Aucun                        |
| Promotions et relégations                                           |                              |
| Promus en Championnat de Namibie de football                        | Touch & Go FC                |
| Promus en Championnat de Namibie de football                        | SK Windhoek                  |
| Relégués en Championnat de Namibie de football de deuxième division | Friends FC                   |
| Relégués en Championnat de Namibie de football de deuxième division | Golden Bees FC               |
| Relégués en Championnat de Namibie de football de deuxième division | Life Fighters FC             |
| Relégués en Championnat de Namibie de football de deuxième division | Benfica Tsumeb               |
| Relégués en Championnat de Namibie de football de deuxième division | King Kauluma Palace FC       |
| Relégués en Championnat de Namibie de football de deuxième division | Deportivo Alaves Rehoboth FC |